# Kořenovník

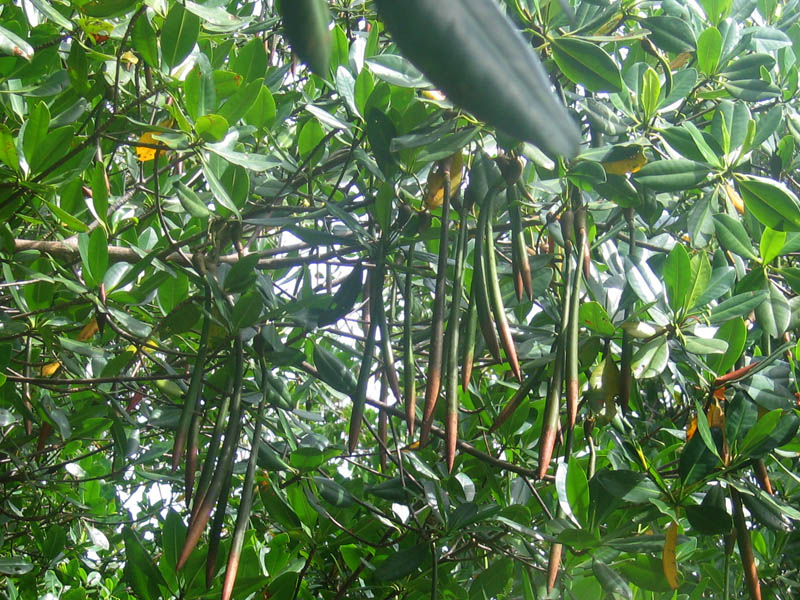
Dozrávající plody kořenovníku

Kořenovník (Rhizophora) je rod z čeledě kořenovníkovitých s pantropickým rozšířením po celém světě. Zahrnuje slanomilné dřeviny vytvářející těžce prostupné porosty – mangrovy v přílivových lagunách, pobřežních močálech a širokých říčních deltách s brakickou vodou. Největší počet kořenovníků vyrůstá na východních pobřežích Indického oceánu. Je to nejrozšířenější rod v mangrovech, některé druhy např. Rhizophora mucronata vyrůstá nejraději v oblastech se sladší vodou, Rhizophora stylosa a Rhizophora mangle zase rostou přímo na mořských březích a Rhizophora apiculata v brakických vodách ústí řek. Vyskytují se po obou stranách rovníku na pobřeží tropických a částečně i subtropických moří, špatně snášejí kolísání teploty.

## Popis
Jsou to stálezelené stromy které mohou dorůst do výše až 50 m, většinou jsou vysoké jen 8 až 10 m. Jejich kmeny jsou tlusté 15 až 35 cm, měřeno těsně nad posledním odbočujícím kořenem. Stromy bývají cylindrického vzrůstu, mnohdy i neuspořádaného tvaru, mívají mohutné robustní a hustě spletené kořeny, které jsou často chůdovité. Z nejnižších větví vyrůstají ještě vzdušné kořeny, pomoci kterých rostliny získávají vzdušný kyslík nepřítomný v bahnité půdě a napomáhají stabilitě rostlin, nekoření hlouběji než 2 m. Na okrajích mangrovů rostou i vícekmenné stromy podobné mohutným keřům. Borka je poměrně tlustá, hladká nebo i silně rozpukaná, barvy olivové až žlutě hnědé.
Listy s opadavými úzkými a načervenalými palisty vyrůstají vstřícně a mají řapíky dlouhé až 4 mm. Jejich eliptické až vejčité čepele jsou tlustě kožovité, celokrajné, s peřenou žilnatinou, u řapíku jsou klínovité, na konci tupé nebo hrotité. Lícní strana je hladká a lesklá, spodní bývá řídce pokryta bradavčitými výrůstky. Výrazná je pouze hlavní žilka listu, ostatní jsou málo zřetelné. Rozličnost listů jednotlivých druhů je velká. Během vlhkého letního období staré listy částečně opadávají a na koncích nových větví narůstají nové.
Žluté, krémové nebo nazelenalé květy asi 1 cm veliké jsou oboupohlavné. Vyrůstají z úžlabí listů na koncích větví a to jednotlivě nebo v několikráte se větvícím vrcholičnatém květenství. Listeny a listence jsou variabilní. Kalich mívá čtyři, ojediněle tři neopadavé kopinaté nebo obvejčité lístky u báze krátce srostlé. Lístky koruny jsou podlouhlé nebo kopinaté, někdy bývají vykrojené, po okrajích chlupaté a vždy o málo kratší kališních. V květu bývá 8 až 12 světložlutých tyčinek přisedlých nebo s krátkými nitkami. Ze dvou plodolistů je složen dvoupouzdrý, většinou spodní semeník se dvěma vajíčky, z něhož vyrůstá krátká zelená čnělka, od báze konická, která je zakončena bliznou nejčastěji se dvěma laloky. Doba kvetení je na severní polokouli od února do června, na jižní od srpna po prosinec.
Plodem je oválná, hnědá nebo olivově zelená nepukavá bobule s kožovitým oplodím která obsahuje 1 semeno. S dozráváním dostávají bobule hruškovitý tvar a délka se prodlužuje.

## Rozmnožování
Kořenovníky jsou "živorodé" rostliny, jejich semena klíčí ve zralém ovoci které je ještě spojeno s mateřskou rostlinou, dosud visí na stromě. Klíček semene protrhne postupně osemení a z plodu vyrůstá rozmnožovací útvar hypokotyl, který může dosáhnout délky až 60 cm a šířky 2 cm, na svrchní straně má tzv. "límec" který obklopuje embryo a klíček z kterého později vyraší listy. Z paždí listu jich může viset i více, podle počtu opylených květů v květenství, jejich rozměry jsou velmi variabilní. Dozralé hypokotyly padají do bahna, kde rychle koření, na severní polokouli od května do července, na jižní od listopadu do ledna.

## Význam
Mohutné, husté a z vody vyčnívající kořeny nejen rostliny dobře ukotvují při silných poryvech větrů a stoupání hladiny, ale také zabraňují odplavování jemné půdy přinášené řekami do svého ústí z horních toků do moře. Kořenovníky vytvářejí nárazníkovou zónu zpomalující účinky silného vlnobití nebo přílivové vlny, např. při tsunami. Jsou to stromy které od pradávna chrání pobřeží před neutuchající vodní erozi.
Kořenovníky poskytují dále vhodné životní prostředí pro veliké množství živočichů kteří nacházejí v úživném bahně bohatém na organické látky dostatek potravy nebo vhodný úkryt; sami jsou následně prostřeným stolem pro své predátory v potravinovém řetězci. Místní obyvatelé ze stromů získávají tvrdé a vodě odolné dřevo, kterého také používají k topení, dále kůru obsahující třísloviny a tradiční domorodé drogy k léčení mnoha nemocí.

## Taxonomie
V současnosti se nejčastěji rozeznává 6 až 7 druhů rodu kořenovník.
- převážně na západní polokouli rostou:
  - Rhizophora harrisonii Leechm.
  - Rhizophora mangle L. – kořenovník obecný
  - Rhizophora racemosa G. Mey.
- na východní polokouli:
  - Rhizophora apiculata Blume
  - Rhizophora mucronata Lam.
  - Rhizophora stylosa Griff.[5]

Někteří odborníci ještě uznávají za samostatný rod z východní polokoule:
- - Rhizophora samoensis (Hochr.) Salvoza [6]

Dále se rozlišují hybridy:
- Rhizophora × lamarckii (Rhizophora apiculata a Rhizophora stylosa)
- Rhizophora × annamalai (Rhizophora apiculata a Rhizophora mucronata)

Mnohé druhy jsou si velmi podobné, např. Rhizophora mucronata a Rhizophora stylosa, je pravděpodobné, že ve skutečnosti se jedná o stejný druh. Pro objasnění této a dalších existujících nejasností je nutno u rodu podrobně prozkoumat morfologické a genetické znaky.

## Galerie

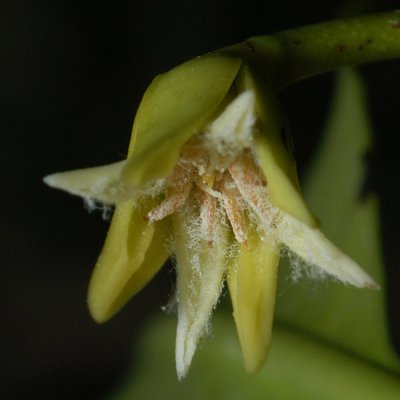
Květ
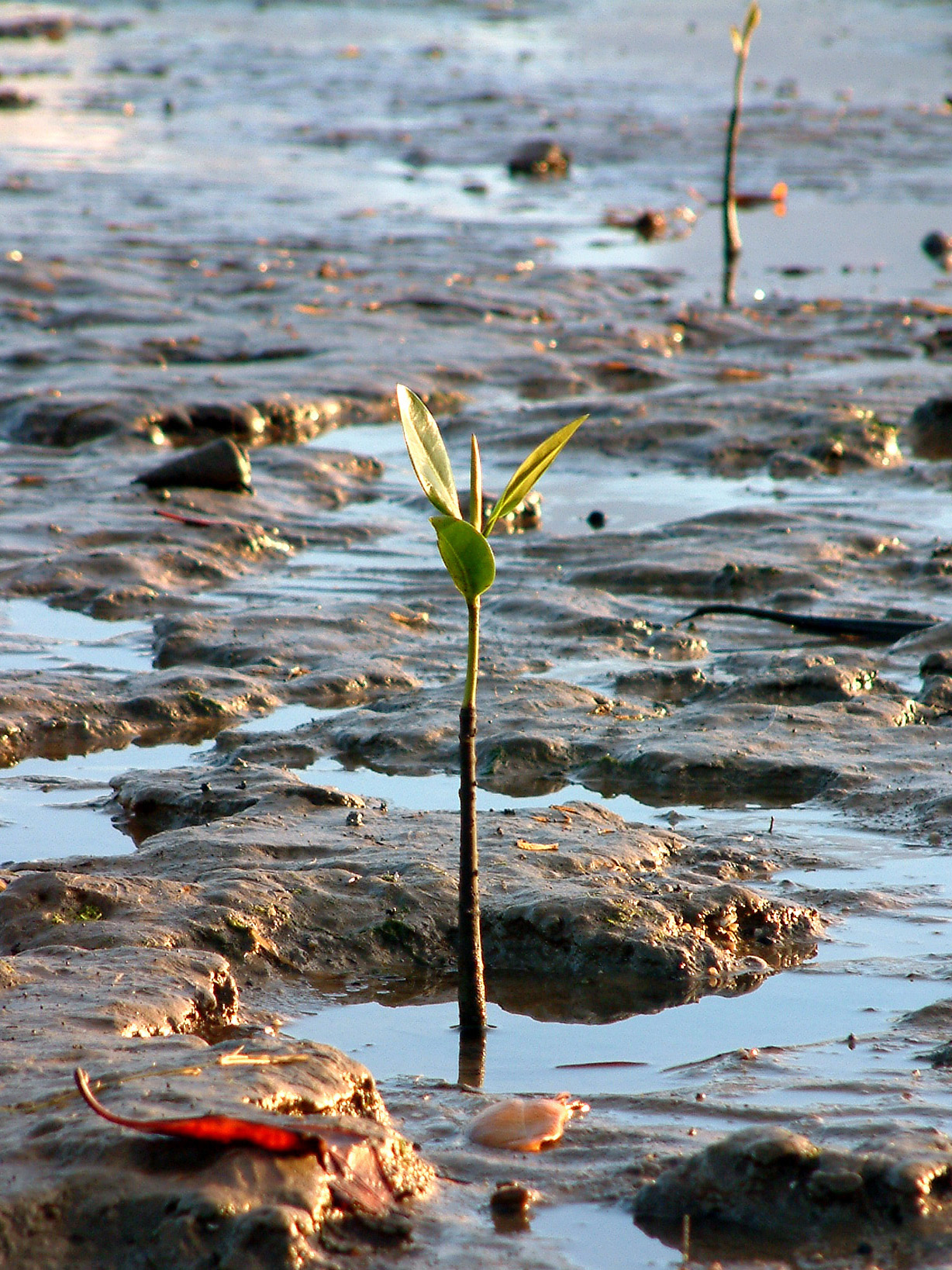
Semenáček
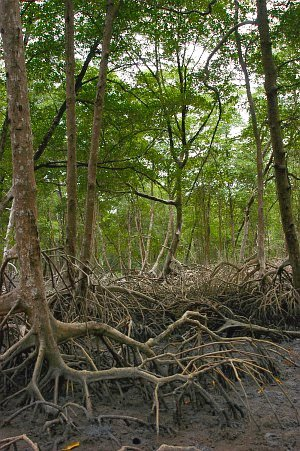
Při odlivu
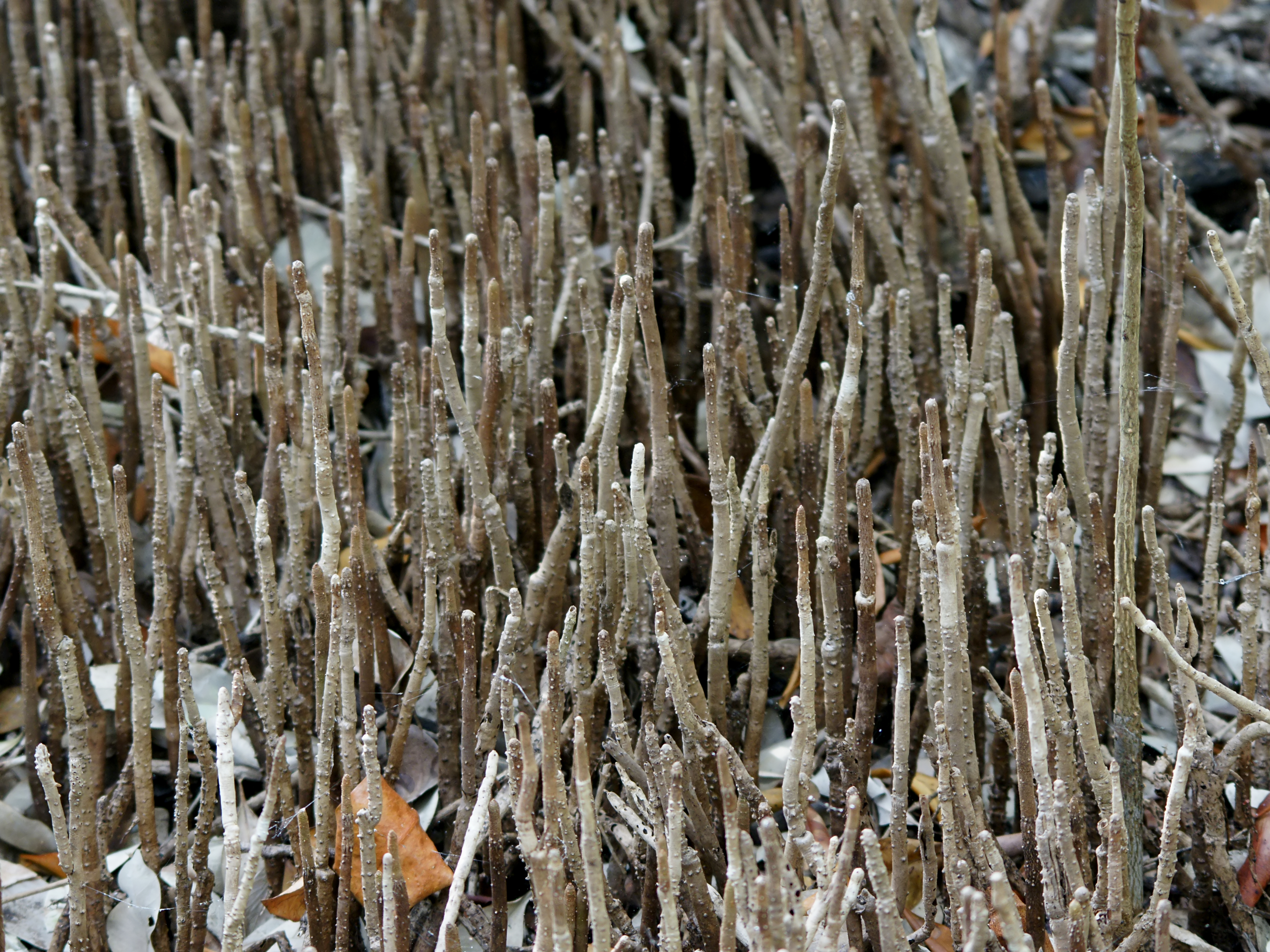
Vzdušné kořeny